# Le Mairestraat
De Le Mairestraat is een woonstraat in de Spaarndammerbuurt in Amsterdam.

## Geschiedenis en ligging
De straat is vernoemd naar Jacob le Maire (1585-1616), ontdekkingsreiziger. Hij ontdekte de naar hem genoemde zeestraat aan de zuidpunt van Zuid-Amerika en de kaap, die hij Kaap Hoorn noemde, naar zijn vaderstad Hoorn. Deze straat vormt een verbinding voor voetgangers tussen de Tasmanstraat en de Nova Zemblastraat. De Le Mairestraat is voor andere weggebruikers alleen bereikbaar via de Nova Zemblastraat.

### Uiterlijk in 2019
Het wegdek en de bijbehorende parkeerplaatsen zijn voorzien van straatklinkers. Het trottoirgebied aan beide kanten van de weg is voor voetgangers niet echt breed, dat mede veroorzaakt wordt door geveltuintjes en fietsparkeren.

## Gebouwen
Le Mairestraat 1-55 en 2-56 zijn arbeiderswoningen, gebouwd door Woningbouwvereniging Het Westen naar een ontwerp van Herman Walenkamp in de bouwstijl Rationalisme met witte topgeveltjes met daarin een groot rond vensterraam. Deze arbeiderswoningen hebben de status van gemeentelijk monument. In 1914 zijn deze woningen opgeleverd.